# Locomotora del Ferrocarril Central de Nueva York y del río Hudson No. 999
La locomotora del Ferrocarril Central de Nueva York y del río Hudson No. 999 es una máquina del tipo 4-4-0 (con su característico diseño de estilo "American"), construida en 1893. Como su nombre indica, esta locomotora de vapor se encargó para el Ferrocarril Central de Nueva York y del río Hudson, y estaba destinada a transportar el servicio de tren Empire State Express. Se diseñó para alcanzar velocidades elevadas para su época, y supuestamente se encuentra entre las primeras locomotoras de vapor del mundo en alcanzar más de 112.4 mph

## Desarrollo
En 1892, el gerente general de pasajeros del Ferrocarril Central de Nueva York, George Henry Daniels, propuso que se diseñara una locomotora nueva y rápida para dar publicidad al Empire State Express durante la Exposición Colombina Mundial a celebrar en Chicago en 1893. El superintendente jefe de locomotoras y material rodante de la compañía, William Buchanan, había diseñado una clase de máquinas 4-4-0 conocidas como Clase "I", que ya eran capaces de alcanzar velocidades elevadas, por lo que era simplemente cuestión de introducir algunas modificaciones en un diseño existente. En 1893, la locomotora No. 999 salió de los Talleres de West Albany del Ferrocarril Central de Nueva York.
El diseño de la No. 999 sirvió de base para otras máquinas de la misma clase. Disponía de los frenos montados en el bogie delantero, un enfoque novedoso en aquel momento. Los bastidores, los tubos y las molduras estaban muy pulidos; la caldera, la chimenea, las cúpulas, la cabina y el ténder recibieron un acabado en negro satinado; y se añadió con pan de oro el rótulo "Empire State Express" a los lados del ténder, empleando letras de 2 pies 6 pulgadas (76 cm) de altura.

## Feria mundial y servicio posterior

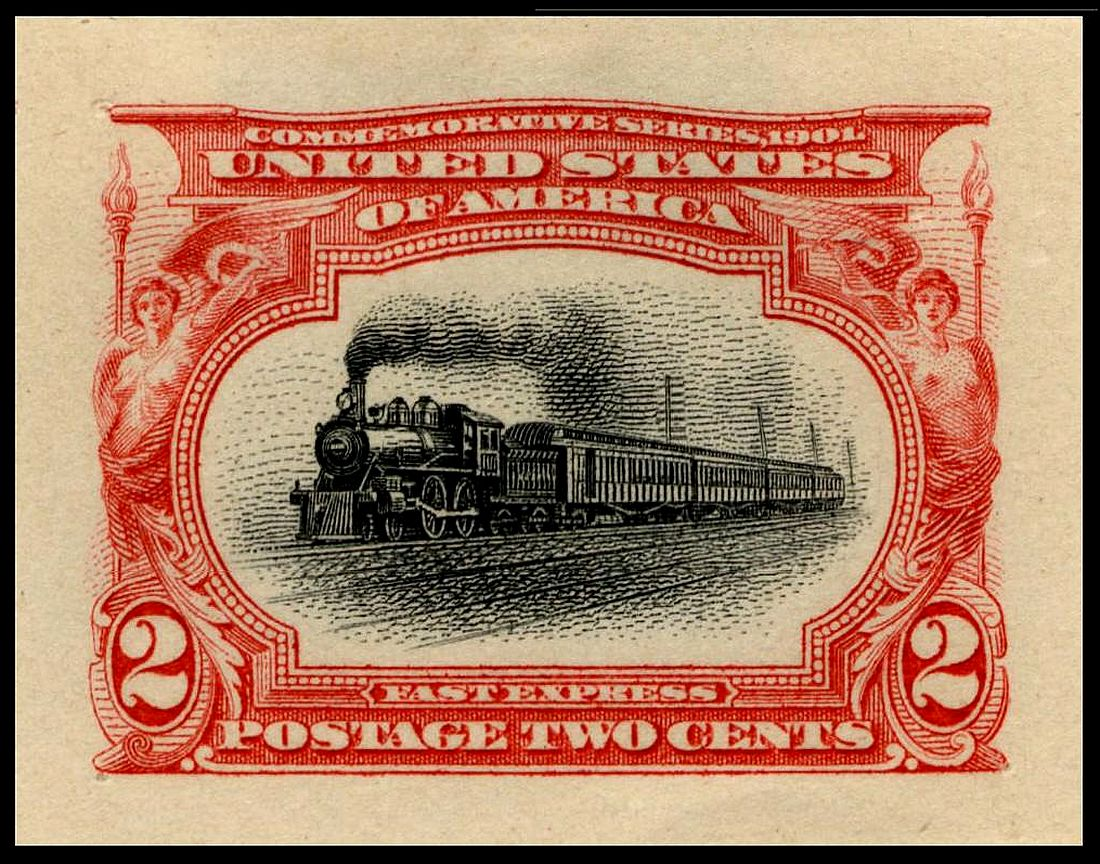
Sello estadounidense de 1901

Después de la Exposición Mundial Colombina celebrada en Chicago en 1893, la locomotora continuó remolcando el Empire State Express entre Buffalo y Syracuse hasta 1899. Cuando la locomotora se destinó a otros trayectos del sistema ferroviario, se descubrió que era difícil de manejar cuando se transportaban más de cinco coches de pasajeros, debido a la tendencia a resbalar de sus ruedas tractoras. En consecuencia, se remodeló con las mismas ruedas tractoras de 70 pulgadas (177,8 cm) de diámetro que las otras máquinas de su misma clase. En la década de 1920, se equipó con una nueva caldera y ténder, operando trenes de cercanías y ramales hasta 1924, cuando se restauró para su exhibición en la "Fair of the Iron Horse" del Ferrocarril de Baltimore y Ohio, celebrada al año siguiente.

## Récord de velocidad

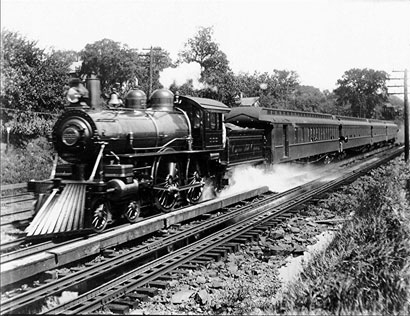
La No. 999 repostando agua mediante un foso inferior

La locomotora se completó en abril de 1893. Al principio se propuso asignarle el número 1000, pero finalmente se eligió el número 999 porque se consideraba que llamaba más la atención. Las primeras pruebas se llevaron a cabo en secreto, para evitar la posible respuesta de la competencia. Los resultados fueron satisfactorios, por lo que la velocidad se incrementó cada vez más. El 9 de mayo de 1893 se afirma que superó por primera vez las 100 millas por hora.
Al día siguiente, el 10 de mayo de 1893, se registró el récord oficial. El tren constaba, como de costumbre, de cuatro coches de viajeros de seis ejes, cada uno de los cuales pesaba unas 40 toneladas. Además de los pasajeros, había varios agentes ferroviarios a bordo, incluidos Daniels y Buchanan, así como invitados y reporteros de periódicos. La velocidad debía medirse con la ayuda de cronómetros, porque en ese momento no existían otros equipos de medición.
El recorrido comenzó en la estación de intercambio de locomotoras de Syracuse y finalizó en Buffalo, que era aproximadamente el último tercio de la ruta total del Empire State Express. A unas 40 millas de Buffalo, se había preparado y controlado cuidadosamente un tramo de vía de 14 millas, y el regulador había levantado el límite de velocidad para esa sección. La pendiente del tramo elegido era de aproximadamente 3 milésimas.
Con los cronógrafos se midieron tiempos de entre 31 y 32 segundos por milla en este tramo. Este último valor corresponde a 112,5 mph (181 km/h), y el primero supone 116,1 mph o 187 km/h. Un cálculo demuestra que la locomotora tendría que haber generado una potencia de alrededor de 2200 hp (1600 kW) para alcanzar esta velocidad, lo que solo podría haber logrado por un corto período de tiempo debido a las limitaciones asociadas con su superficie de calentamiento.
De darse por bueno este registro, la No. 999 sería la locomotora 4-4-0 más rápida de todos los tiempos hasta el día de hoy. Solo unos años después, surgió el tipo Atlantic (4-4-2), reemplazando a las locomotoras tipo American para remolcar los trenes más rápidos.
En un momento en el que acababa de ser inventado el automóvil, todavía no existían los aviones y el desarrollo de los trenes eléctricos era incipiente, el récord causó sensación en todo el mundo y el efecto publicitario deseado superó todas las expectativas. Tras establecer el récord, la locomotora se exhibió como la "locomotora más rápida del mundo" en la Exposición Universal de Chicago y se convirtió en una de las locomotoras más famosas. Incluso se emitió un sello con una ilustración de la  No. 999 y se vendieron más de 3000 réplicas a escala de la locomotora a parques de atracciones de todo el mundo.

## Retirada

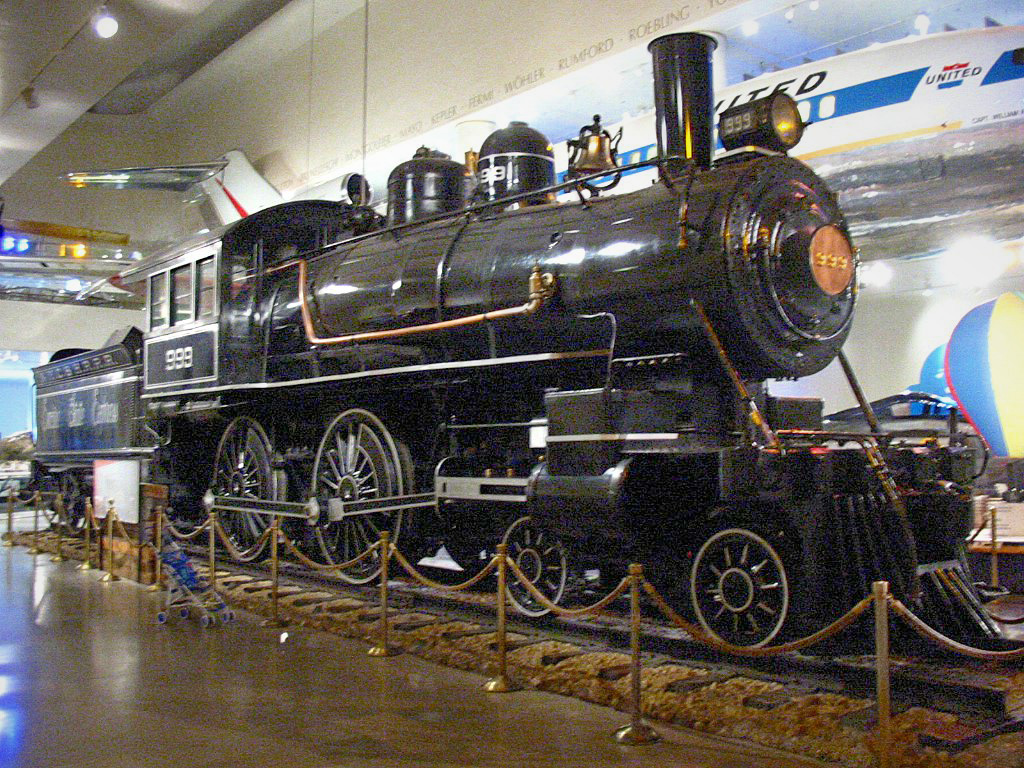
La No. 999, exhibida en el Museo de Ciencia e Industria de Chicago

Los avances en el diseño de locomotoras, en particular la aparición de las máquinas de transmisión diésel-eléctrica, finalmente dejaron obsoleta a la No. 999.
Después de recorrer la nación y hacer apariciones en numerosas exposiciones, incluida la Feria del Ferrocarril de Chicago de 1948-49, la unidad se retiró del servicio en mayo de 1952, tras prestar servicio como locomotora de maniobras en una playa de maniobras en el oeste de Nueva York, especializada en los coches refrigerados del servicio expreso. En ese momento, el ferrocarril acabó dando la espalda a sus locomotoras de vapor; de manera que todas sus famosas Hudson y Niagara y todas menos dos Mohawk, se retiraron del servicio en 1957. Sin embargo, el ferrocarril decidió preservar la No. 999. El Ferrocarril Central de Nueva York donó la locomotora al Museo de Ciencia e Industria de Chicago en 1962, aunque no llegó allí hasta 1968.

Una vez que la unidad llegó al Museo de Ciencia e Industria, la máquina se exhibió en su interior, donde comenzó a deteriorarse después de haber estado expuesta a la intemperie. En 1993, el museo llevó a cabo una importante restauración de la locomotora. Este proyecto incluyó una restauración cosmética de la máquina, tras la que se colocó en la sala principal del museo. La locomotora se muestra con sus últimas ruedas tractoras de 70 pulgadas de diámetro, en lugar de sus ruedas originales de 86 pulgadas.